# أب باريك بالا (بجستان)
أب باریك بالا (بالفارسية: آب باریک بالا) هي مستوطنة تقع في إيران في قسم بجستان الريفي. يقدر عدد سكانها بـ 81 نسمة .